# Puget-Ville
Puget-Ville – miejscowość i gmina we Francji, w regionie Prowansja-Alpy-Lazurowe Wybrzeże, w departamencie Var.
Według danych na rok 1990 gminę zamieszkiwało 2591 osób, a gęstość zaludnienia wynosiła 70 osób/km² (wśród 963 gmin regionu Prowansja-Alpy-W. Lazurowe Puget-Ville plasuje się na 231. miejscu pod względem liczby ludności, natomiast pod względem powierzchni na miejscu 248.).

## Miasta partnerskie
- Aleksandrów Łódzki
- Roccaforte Mondovì